# Catantopinae
De Catantopinae vormen een onderfamilie van rechtvleugelige insecten die behoort tot familie veldsprinkhanen (Acrididae). Het is een zeer grote groep met een vrijwel wereldwijde verspreiding. Alleen in Noord-Amerika komen geen soorten voor en in Zuid-Amerika alleen in het zuiden.
Bekende soorten zijn de rosevleugel (Calliptamus italicus) en de Costa's rosevleugel (Calliptamus barbarus). In Nederland en België komen geen vertegenwoordigers voor.

## Taxonomie
De onderfamilie bevat de volgende geslachten:
- Onderfamilie Catantopinae Brunner von Wattenwyl, 1893
  -     -       - Geslacht Abisares Stål, 1878
      - Geslacht Alectorolophellus Ramme, 1941
      - Geslacht Alectorolophus Brunner von Wattenwyl, 1898
      - Geslacht Allotriusia Karsch, 1896
      - Geslacht Alpinacris Bigelow, 1967
      - Geslacht Althaemenes Stål, 1878
      - Geslacht Alulacris Zheng, 1981
      - Geslacht Alulacroides Zheng, Dong & Xu, 2010
      - Geslacht Ambrea Dirsh, 1962
      - Geslacht Amismizia Bolívar, 1914
      - Geslacht Anapropacris Uvarov, 1953
      - Geslacht Angolacris Dirsh, 1962
      - Geslacht Anischnansis Dirsh, 1959
      - Geslacht Anomalocatantops Jago, 1984
      - Geslacht Anthermus Stål, 1878
      - Geslacht Antita Bolívar, 1908
      - Geslacht Apalacris Walker, 1870
      - Geslacht Apalniacris Ingrisch, Willemse & Shishodia, 2004
      - Geslacht Arminda Krauss, 1892
      - Geslacht Assamacris Uvarov, 1942
      - Geslacht Bacuita Strand, 1932
      - Geslacht Bambusacris Henry, 1933
      - Geslacht Bannacris Zheng, 1980
      - Geslacht Barombia Karsch, 1891
      - Geslacht Bettotania Willemse, 1933
      - Geslacht Beybienkoacris Storozhenko, 2005
      - Geslacht Bhutanacridella Willemse, 1962
      - Geslacht Bibracte Stål, 1878
      - Geslacht Binaluacris Willemse, 1932
      - Geslacht Brachaspis Hutton, 1898
      - Geslacht Brachycatantops Dirsh, 1953
      - Geslacht Brachyelytracris Baehr, 1992
      - Geslacht Brownacris Dirsh, 1958
      - Geslacht Bumacris Willemse, 1931
      - Geslacht Burmacris Uvarov, 1942
      - Geslacht Burttia Dirsh, 1951
      - Geslacht Calderonia Bolívar, 1908
      - Geslacht Callicatantops Uvarov, 1953
      - Geslacht Cardeniopsis Dirsh, 1955
      - Geslacht Cardenius Bolívar, 1911
      - Geslacht Carsula Stål, 1878
      - Geslacht Caryandoides Zheng & Xie, 2007
      - Geslacht Carydana Bolívar, 1918
      - Geslacht Celebesia Bolívar, 1917
      - Geslacht Cerechta Bolívar, 1922
      - Geslacht Chopardminda Morales-Agacino, 1941
      - Geslacht Choroedocus Bolívar, 1914
      - Geslacht Chromophialosphera Descamps & Donskoff, 1968
      - Geslacht Cingalia Ramme, 1941
      - Geslacht Circocephalus Willemse, 1928
      - Geslacht Cledra Bolívar, 1918
      - Geslacht Coloracris Willemse, 1938
      - Geslacht Coniocara Henry, 1940
      - Geslacht Craneopsis Willemse, 1933
      - Geslacht Criotocatantops Jago, 1984
      - Geslacht Crobylostenus Ramme, 1929
      - Geslacht Cryptocatantops Jago, 1984
      - Geslacht Cylindracris Descamps & Wintrebert, 1967
      - Geslacht Deliacris Ramme, 1941
      - Geslacht Dendrocatantops Descamps & Wintrebert, 1966
      - Geslacht Descampsilla Wintrebert, 1972
      - Geslacht Digrammacris Jago, 1984
      - Geslacht Dioscoridus Popov, 1957
      - Geslacht Dirshilla Wintrebert, 1972
      - Geslacht Dubitacris Henry, 1937
      - Geslacht Duplessisia Dirsh, 1956
      - Geslacht Duviardia Donskoff, 1985
      - Geslacht Eliya Uvarov, 1927
      - Geslacht Enoplotettix Bolívar, 1913
      - Geslacht Epacrocatantops Jago, 1984
      - Geslacht Eritrichius Bolívar, 1898
      - Geslacht Eubocoana Sjöstedt, 1931
      - Geslacht Eupreponotus Uvarov, 1921
      - Geslacht Eupropacris Walker, 1870
      - Geslacht Exopropacris Dirsh, 1951
      - Geslacht Fer Bolívar, 1918
      - Geslacht Frontifissia Key, 1937
      - Geslacht Gemeneta Karsch, 1892
      - Geslacht Genimen Bolívar, 1918
      - Geslacht Genimenoides Henry, 1934
      - Geslacht Gerunda Bolívar, 1918
      - Geslacht Gibbitergum Zheng & Shi, 1998
      - Geslacht Guineacris Ramme, 1941
      - Geslacht Guizhouacris Yin & Li, 2006
      - Geslacht Hadrolecocatantops Jago, 1984
      - Geslacht Harantacris Wintrebert, 1972
      - Geslacht Harpezocatantops Jago, 1984
      - Geslacht Heinrichius Ramme, 1941
      - Geslacht Ikonnikovia Bei-Bienko, 1935
      - Geslacht Indomesambria Ingrisch, 2006
      - Geslacht Ischnansis Karsch, 1896
      - Geslacht Ixalidium Gerstaecker, 1869
      - Geslacht Javanacris Willemse, 1955
      - Geslacht Kinangopa Uvarov, 1938
      - Geslacht Kwidschwia Rehn, 1914
      - Geslacht Lefroya Kirby, 1914
      - Geslacht Liaopodisma Zheng, 1990
      - Geslacht Longchuanacris Zheng & Fu, 1989
      - Geslacht Longgenacris You & Li, 1983
      - Geslacht Longzhouacris You & Bi, 1983
      - Geslacht Lucretilis Stål, 1878
      - Geslacht Lyrolophus Ramme, 1941
      - Geslacht Maculacris Willemse, 1932
      - Geslacht Madimbania Dirsh, 1953
      - Geslacht Maga Bolívar, 1918
      - Geslacht Magaella Willemse, 1974
      - Geslacht Malua Ramme, 1941
      - Geslacht Mananara Dirsh, 1962
      - Geslacht Mayottea Rehn, 1959
      - Geslacht Mazaea Stål, 1876
      - Geslacht Melicodes Uvarov, 1923
      - Geslacht Melinocatantops Jago, 1984
      - Geslacht Meltripata Bolívar, 1912
      - Geslacht Mengkokacris Ramme, 1941
      - Geslacht Menglacris Jiang & Zheng, 1994
      - Geslacht Mesambria Stål, 1878
      - Geslacht Micronacris Willemse, 1957
      - Geslacht Milleriana Willemse, 1957
      - Geslacht Moessonia Willemse, 1921
      - Geslacht Molucola Bolívar, 1915
      - Geslacht Mopla Henry, 1940
      - Geslacht Naraikadua Henry, 1940
      - Geslacht Nathanacris Willemse & Ingrisch, 2004
      - Geslacht Navasia Kirby, 1914
      - Geslacht Noliba Bolívar, 1922
      - Geslacht Ochlandriphaga Henry, 1933
      - Geslacht Oenocatantops Dirsh, 1953
      - Geslacht Opharicus Uvarov, 1940
      - Geslacht Opiptacris Walker, 1870
      - Geslacht Orthocephalum Willemse, 1921
      - Geslacht Oshwea Ramme, 1929
      - Geslacht Oxycardenius Uvarov, 1953
      - Geslacht Oxycatantops Dirsh, 1953
      - Geslacht Pachyacris Uvarov, 1923
      - Geslacht Pachycatantops Dirsh, 1953
      - Geslacht Pagdenia Miller, 1934
      - Geslacht Palniacris Henry, 1940
      - Geslacht Paprides Hutton, 1897
      - Geslacht Paracardenius Bolívar, 1912
      - Geslacht Paracaryanda Willemse, 1955
      - Geslacht Parahysiella Wintrebert, 1972
      - Geslacht Paralecterolophus Ramme, 1941
      - Geslacht Paramesambria Willemse, 1957
      - Geslacht Paraperineta Descamps & Wintrebert, 1967
      - Geslacht Parapropacris Ramme, 1929
      - Geslacht Paraserpusilla Dirsh, 1962
      - Geslacht Parastenocrobylus Willemse, 1921
      - Geslacht Paratoacris Li & Jin, 1984
      - Geslacht Paraxenotettix Dirsh, 1961
      - Geslacht Pareuthymia Willemse, 1930
      - Geslacht Peitharchicus Brunner von Wattenwyl, 1898
      - Geslacht Pelecinotus Bolívar, 1902
      - Geslacht Perakia Ramme, 1929
      - Geslacht Perineta Dirsh, 1962
      - Geslacht Pezocatantops Dirsh, 1953
      - Geslacht Phalaca Bolívar, 1906
      - Geslacht Platycatantops Baccetti, 1985
      - Geslacht Platycercacris Zheng & Shi, 2001
      - Geslacht Pododula Karsch, 1896
      - Geslacht Pseudofinotina Dirsh, 1962
      - Geslacht Pseudogerunda Bei-Bienko, 1935
      - Geslacht Pseudohysiella Dirsh, 1962
      - Geslacht Pseudozubovskia Zheng, Lin, Zhang & Zeng, 2014
      - Geslacht Pteroperina Ramme, 1929
      - Geslacht Pyramisternum Huang, 1983
      - Geslacht Racilia Stål, 1878
      - Geslacht Racilidea Bolívar, 1918
      - Geslacht Ranacris You & Lin, 1983
      - Geslacht Salinacris Willemse, 1957
      - Geslacht Sedulia Stål, 1878
      - Geslacht Serpusiacris Descamps & Wintrebert, 1967
      - Geslacht Serpusiformia Dirsh, 1966
      - Geslacht Seyrigacris Bolívar, 1932
      - Geslacht Shennongipodisma Zhong & Zheng, 2004
      - Geslacht Siamacris Willemse, 1955
      - Geslacht Siebersia Willemse, 1933
      - Geslacht Sinopodismoides Gong, Zheng & Lian, 1995
      - Geslacht Sinstauchira Zheng, 1981
      - Geslacht Siruvania Henry, 1940
      - Geslacht Sphaerocranae Willemse, 1972
      - Geslacht Staurocleis Uvarov, 1923
      - Geslacht Striatosedulia Ingrisch, 1989
      - Geslacht Strombocardeniopsis Jago, 1984
      - Geslacht Sulawesiana Koçak & Kemal, 2008
      - Geslacht Sygrus Bolívar, 1889
      - Geslacht Tangana Ramme, 1929
      - Geslacht Tarbaleus Brunner von Wattenwyl, 1898
      - Geslacht Tauchiridea Bolívar, 1918
      - Geslacht Tauracris Willemse, 1931
      - Geslacht Thymiacris Willemse, 1937
      - Geslacht Tinnevellia Henry, 1940
      - Geslacht Traulacris Willemse, 1933
      - Geslacht Traulitonkinacris You & Bi, 1983
      - Geslacht Triodicolacris Baehr, 1992
      - Geslacht Tuberofera Willemse, 1930
      - Geslacht Tunstallops Jago, 1984
      - Geslacht Utanacris Miller, 1934
      - Geslacht Uvarovacris Rehn, 1944
      - Geslacht Veseyacris Dirsh, 1959
      - Geslacht Visayia Rehn, 1944
      - Geslacht Vitticatantops Sjöstedt, 1931
      - Geslacht Vohemara Dirsh, 1966
      - Geslacht Willemsella Miller, 1934
      - Geslacht Xenotettix Uvarov, 1925
      - Geslacht Zeylanacris Rehn, 1944

  - Geslachtengroep Allagini Johnston, 1956
    -       - Geslacht Allaga Karsch, 1896
      - Geslacht Sauracris Burr, 1900

  - Geslachtengroep Apoboleini Johnston, 1956
    -       - Geslacht Apoboleus Karsch, 1891
      - Geslacht Pseudophialosphera Dirsh, 1952
      - Geslacht Squamobibracte Ingrisch, 1989

  - Geslachtengroep Catantopini Brunner von Wattenwyl, 1893
    -       - Geslacht Catantopides Ramme, 1941
      - Geslacht Dimeracris Niu & Zheng, 1993
      - Geslacht Phaeocatantops Dirsh, 1953
      - Geslacht Stenocrobylus Gerstaecker, 1869
      - Geslacht Trichocatantops Uvarov, 1953
      - Geslacht Xenocatantops Dirsh & Uvarov, 1953

    - Ondertak Apotropina Key, 1993
      - Geslacht Apotropis Bolívar, 1906
      - Geslacht Azelota Brunner von Wattenwyl, 1893
      - Geslacht Burcatelia Sjöstedt, 1930
      - Geslacht Clepsydria Sjöstedt, 1920
      - Geslacht Epallia Sjöstedt, 1921
      - Geslacht Fipurga Sjöstedt, 1921
      - Geslacht Goniaeoidea Sjöstedt, 1920
      - Geslacht Percassa Sjöstedt, 1921
      - Geslacht Perunga Sjöstedt, 1921
      - Geslacht Schayera Key, 1990

    - Ondertak Aretzina Key, 1993
      - Geslacht Aretza Sjöstedt, 1921
      - Geslacht Brachyexarna Sjöstedt, 1921
      - Geslacht Exarna Brunner von Wattenwyl, 1893
      - Geslacht Macrocara Uvarov, 1930
      - Geslacht Terpillaria Sjöstedt, 1920
      - Geslacht Zebratula Sjöstedt, 1920

    - Ondertak Buforaniina Key, 1993
      - Geslacht Buforania Sjöstedt, 1920
      - Geslacht Cuparessa Sjöstedt, 1921
      - Geslacht Phanerocerus Saussure, 1888
      - Geslacht Raniliella Sjöstedt, 1921
      - Geslacht Tapesta Sjöstedt, 1921

    - Ondertak Catantopina Brunner von Wattenwyl, 1893
      - Geslacht Catantops Schaum, 1853
      - Geslacht Catantopsilus Ramme, 1929
      - Geslacht Catantopsis Bolívar, 1912
      - Geslacht Diabolocatantops Jago, 1984
      - Geslacht Stenocatantops Dirsh, 1953

    - Ondertak Cirphulina Key, 1993
      - Geslacht Chirotepica Sjöstedt, 1936
      - Geslacht Cirphula Stål, 1873
      - Geslacht Macrolopholia Sjöstedt, 1920

    - Ondertak Coryphistina Mishchenko, 1952
      - Geslacht Adreppus Sjöstedt, 1921
      - Geslacht Beplessia Sjöstedt, 1921
      - Geslacht Camelophistes Key, 1994
      - Geslacht Charpentierella Key, 1994
      - Geslacht Coryphistes Charpentier, 1844
      - Geslacht Euophistes Sjöstedt, 1920
      - Geslacht Macrolobalia Sjöstedt, 1921
      - Geslacht Relatta Sjöstedt, 1921
      - Geslacht Spectrophistes Key, 1994

    - Ondertak Cratilopina Key, 1993
      - Geslacht Caperrala Sjöstedt, 1921
      - Geslacht Cratilopus Bolívar, 1906
      - Geslacht Exarhalltia Sjöstedt, 1930
      - Geslacht Typaya Sjöstedt, 1921

    - Ondertak Ecphantina Key, 1993
      - Geslacht Ecphanthacris Tinkham, 1940
      - Geslacht Ecphantus Stål, 1878
      - Geslacht Happarana Sjöstedt, 1920

    - Ondertak Eumecistina Key, 1993
      - Geslacht Asoramea Sjöstedt, 1921
      - Geslacht Cervidia Stål, 1878
      - Geslacht Erythropomala Sjöstedt, 1920
      - Geslacht Eumecistes Brancsik, 1896
      - Geslacht Euomopalon Sjöstedt, 1920
      - Geslacht Genurellia Sjöstedt, 1931
      - Geslacht Microphistes Sjöstedt, 1920
      - Geslacht Pardillana Sjöstedt, 1920
      - Geslacht Pespulia Sjöstedt, 1921
      - Geslacht Retuspia Sjöstedt, 1921

    - Ondertak Goniaeina Key, 1993
      - Geslacht Goniaea Stål, 1873

    - Ondertak Hepalicina Key, 1993
      - Geslacht Hepalicus Sjöstedt, 1921
      - Geslacht Ondertak Loiteriina Key, 1993
      - Geslacht Loiteria Sjöstedt, 1921

    - Ondertak Maclystriina Key, 1993
      - Geslacht Maclystria Sjöstedt, 1921
      - Geslacht Perloccia Sjöstedt, 1936

    - Ondertak Macrazelotina Key, 1993
      - Geslacht Macrazelota Sjöstedt, 1921
      - Geslacht Rusurplia Sjöstedt, 1930

    - Ondertak Macrotonina Key, 1993
      - Geslacht Macrotona Brunner von Wattenwyl, 1893
      - Geslacht Theomolpus Bolívar, 1918
      - Geslacht Xypechtia Sjöstedt, 1921

    - Ondertak Micreolina Key, 1993
      - Geslacht Micreola Sjöstedt, 1920
      - Geslacht Sjoestedtacris Baehr, 1992
      - Geslacht Sumbilvia Sjöstedt, 1921

    - Ondertak Peakesiina Key, 1993
      - Geslacht Caloptilla Sjöstedt, 1921
      - Geslacht Catespa Sjöstedt, 1921
      - Geslacht Cedarinia Sjöstedt, 1920
      - Geslacht Cuprascula Sjöstedt, 1921
      - Geslacht Curpilladia Sjöstedt, 1934
      - Geslacht Desertaria Sjöstedt, 1920
      - Geslacht Lagoonia Sjöstedt, 1931
      - Geslacht Peakesia Sjöstedt, 1920
      - Geslacht Perelytrana Sjöstedt, 1936
      - Geslacht Testudinellia Sjöstedt, 1930
      - Geslacht Xanterriaria Sjöstedt, 1934
      - Geslacht Yrrhapta Sjöstedt, 1921
      - Geslacht Zabrala Sjöstedt, 1921

    - Ondertak Perbelliina Key, 1993
      - Geslacht Ablectia Sjöstedt, 1921
      - Geslacht Capraxa Sjöstedt, 1920
      - Geslacht Minyacris Key, 1992
      - Geslacht Perbellia Sjöstedt, 1920
      - Geslacht Phaulacridium Brunner von Wattenwyl, 1893
      - Geslacht Porraxia Sjöstedt, 1921
      - Geslacht Rectitropis Sjöstedt, 1936

    - Ondertak Pyrgophistina Key, 1993
      - Geslacht Pyrgophistes Key, 1992

    - Ondertak Russalpiina Key, 1993
      - Geslacht Russalpia Sjöstedt, 1921
      - Geslacht Sigaus Hutton, 1897
      - Geslacht Tasmanalpina Key, 1991
      - Geslacht Tasmaniacris Sjöstedt, 1932
      - Geslacht Truganinia Key, 1991

    - Ondertak Stropina Brunner von Wattenwyl, 1893
      - Geslacht Adlappa Sjöstedt, 1920
      - Geslacht Collitera Sjöstedt, 1921
      - Geslacht Parazelum Sjöstedt, 1921
      - Geslacht Stropis Stål, 1873

    - Ondertak Urnisina Key, 1993
      - Geslacht Rhitzala Sjöstedt, 1921
      - Geslacht Urnisa Stål, 1861

  - Geslachtengroep Diexiini Mishchenko, 1945
    -       - Geslacht Bufonacridella Adelung, 1910
      - Geslacht Diexis Zubovski, 1899

  - Geslachtengroep Gereniini Brunner von Wattenwyl, 1893
    -       - Geslacht Anacranae Miller, 1934
      - Geslacht Bibractella Storozhenko, 2002
      - Geslacht Gerenia Stål, 1878
      - Geslacht Leosedulia Storozhenko, 2009

  - Geslachtengroep Histrioacridini Key, 1993
    - Ondertak Histrioacridina Key, 1993
      - Geslacht Histrioacrida Sjöstedt, 1930

    - Ondertak Scurrina Key, 1993
      - Geslacht Scurra Key, 1992

  - Geslachtengroep Kakaduacridini Key, 1993
    -       - Geslacht Kakaduacris Key, 1992

  - Geslachtengroep Merehanini Baccetti, 1984
    -       - Geslacht Merehana Kevan, 1957

  - Geslachtengroep Oxyrrhepini Tinkham 1940
    -       - Geslacht Oxyrrhepes Stål, 1873

  - Geslachtengroep Paraconophymatini Otte, 1995
    -       - Geslacht Paraconophyma Uvarov, 1921

  - Geslachtengroep Pezotettigini Brunner von Wattenwyl, 1893
    -       - Geslacht Pezotettix Burmeister, 1840
      - Geslacht Sphenophyma Uvarov, 1934

  - Geslachtengroep Stolziini Tinkham, 1940
    -       - Geslacht Stolzia Willemse, 1930

  - Geslachtengroep Tauchirini
    -       - Geslacht Chapacris Tinkham, 1940
      - Geslacht Tauchira Stål, 1878
      - Geslacht Toacris Tinkham, 1940
      - Geslacht Tszacris Tinkham, 1940

  - Geslachtengroep Trauliini Willemse, 1921
    -       - Geslacht Pseudotraulia Laosinchai & Jago, 1980
      - Geslacht Traulia Stål, 1873

  - Geslachtengroep Urnisiellini Key, 1993
    -       - Geslacht Urnisiella Sjöstedt, 1930

  - Geslachtengroep Uvaroviini Mishchenko, 1952
    -       - Geslacht Uvarovium Dirsh, 1927

  - Geslachtengroep Wiltshirellini Shumakov, 1963
    -       - Geslacht Wiltshirella Popov, 1951

  - Geslachtengroep Xenacanthippini Tinkham, 1940
    -       - Geslacht Xenacanthippus Miller, 1934

    - Ondertak Serpusiae Johnston, 1956
      - Geslacht Aresceutica Karsch, 1896
      - Geslacht Auloserpusia Rehn, 1914
      - Geslacht Coenona Karsch, 1896
      - Geslacht Pteropera Karsch, 1891
      - Geslacht Segellia Karsch, 1891
      - Geslacht Serpusia Karsch, 1891
      - Geslacht Serpusilla Ramme, 1931